# INKT
INKT（インク）は、2014年から2017年まで活動していた日本の4人組ロックバンド。

## 概要
- 2014年10月1日、2013年にジャニーズ事務所を退社した元KAT-TUNの田中聖や元HIGH and MIGHTY COLORのメンバー2人（mACKAz、SASSY）、大内慶、岸田勇気らとともにINKTの結成を発表。
- 2014年11月8日、1stアルバム『INKT』でデビュー。
- 2015年7月11日、ブラジル・Campo de Marteで開催されるイベント『Anime Friends2015』に出演[2]。
- 2016年1月4日、ライブハウスツアー『Re:birth of INKT TOUR2015-2016』ファイナル公演をもって、kissyが脱退[3]。
- 2016年12月、Keiの負傷のため12月7日～年内に予定されていたライブについては、サポートメンバーのSIN、SUNAO、佑聖がギタリストとして出演する旨を発表[4][5][6]。
- 2016年12月15日、ファッションブランド「Black by VANQUISH」2017シーズンのイメージモデルとして、起用されることが決定[7]。
- 2017年2月3日、L&P Attractive presents "All Happiness!!番外編"『スシフェス』にてKeiが復帰。
- 2017年5月25日、ボーカルのKOKIが前日大麻所持で逮捕されたことを受け、バンドは当面の活動を休止、開催中であったライブツアーや以降の決定していたイベント等も中止となった[8]。
- 2017年9月1日、公式HPにて解散を発表[9][10]。KOKIの法的処分については不起訴ではあったものの復活には至らなかった。

## メンバー
- KOKI（こうき、11月5日 - 、B型）
  - ボーカル担当。千葉県出身。
- Kei（けい、4月12日 - 、B型）
  - ギター担当。リーダー。東京都出身。
- mACKAz（まっかつ、7月15日 - 、AB型）
  - ベース担当。沖縄県出身。
- SASSY（さっしー、8月23日 - 、B型）
  - ドラム担当。沖縄県出身。

### 旧メンバー
- kissy（きっしー）
  - キーボード担当。

## ディスコグラフィ

### 配信シングル
| 通番 | 発売日        | タイトル     |
| ---- | ------------- | ------------ |
| 1    | 2014年11月8日 | ずっと       |
| 2    | 2014年11月8日 | Nobody Knows |

## 主なライブ
※FC限定ライブ、メンバー単独での出演は含めない

### ワンマンライブ・主催イベント
- INKT 1st Live『the birth of INKT』（2015年01月18日、渋谷）（2015年02月21日、心斎橋）
- INKTワンマンLIVE『Painting with INKT』（2015年05月05日、六本木）
- ライブハウスTour『サイサリスTour2015』（2015年07月19日、柏）～（2015年08月07日、恵比寿）
- ライブハウスTour『Re:birth of INKT』（2015年12月05日、さいたま）～（2016年01月04日、渋谷）
- 2MAN TOUR『INKT 2MAN TOUR 2016』（2016年04月02日、渋谷）～（2016年04月23日、横浜）
- ライブハウスTour『INKT LIVE HOUSE TOUR 2016』（2016年10月01日、高知）～（2016年11月19日、渋谷）[13]
- ライブハウスTour『INKT LIVE HOUSE TOUR 2016 FINAL〜Xmas Night〜』（追加公演）（2016年12月24日、柏）
- 47都道府県ライブハウスTour『INKT LIVE HOUSE TOUR 2017』（2017年03月04日、渋谷）～（2017年05月21日、渋谷）[14][15]

本来は7月23日渋谷ファイナルまで各地での開催を予定していたが、ボーカルKOKIの大麻所持疑いによる逮捕を受けて、ツアーの中止・払い戻しを発表。